# Nesoselandria
Nesoselandria är ett släkte av steklar som beskrevs av Sievert Allen Rohwer 1910. Nesoselandria ingår i familjen bladsteklar.
Släktet innehåller bara arten Nesoselandria morio.